# Jean Laussucq
Pour les articles homonymes, voir Laussucq.
Jean Laussucq, né le 4 février 1990 à Bayonne, est un homme politique français, notamment député de la deuxième circonscription de Paris de 2024 à 2025.

## Biographie
Jean Laussucq est assistant parlementaire de Rachida Dati quand celle-ci est députée européenne puis directeur de cabinet de Rachida Dati, maire du 7e arrondissement de Paris. Il est élu conseiller de Paris en juin 2020 sur la liste « Engagés pour changer Paris » menée par Rachida Dati.
Alors qu'il est adjoint de la maire du 7e arrondissement de la capitale, Rachida Dati, Jean Laussucq est investi par Ensemble lors des élections législatives de 2024 pour la deuxième circonscription de Paris avec pour suppléant Antoine Lesieur, conseiller du Premier ministre Gabriel Attal. Cependant, cette investiture suscite un désaccord avec le député sortant et fidèle de la majorité présidentielle depuis 2016, Gilles Le Gendre, qui lance une candidature dissidente,.
Au premier tour des législatives, la candidate socialiste Marine Rosset arrive en tête. Jean Laussucq se place en deuxième position avec 23,62 % des voix, tandis que Gilles Le Gendre peut forcer une triangulaire au second tour. Néanmoins, il décide de se retirer en faveur de la candidate du Nouveau Front Populaire,. Finalement, Jean Laussucq remporte l'élection avec 56,5 % des suffrages et est élu député.
Le 11 juillet 2025, le Conseil constitutionnel invalide ses comptes de campagne pour les législatives de 2024 après constat de 7 030 euros de dépenses irrégulières, soit 21 % du montant total engagé. Il est déclaré inéligible pour une durée d'un an, ainsi que démissionnaire d'office de son mandat de député,.